# Mar Jônico
(el) Ιόνιο Πέλαγος
(it) Mare Ionio
Mapa do mar Jônico

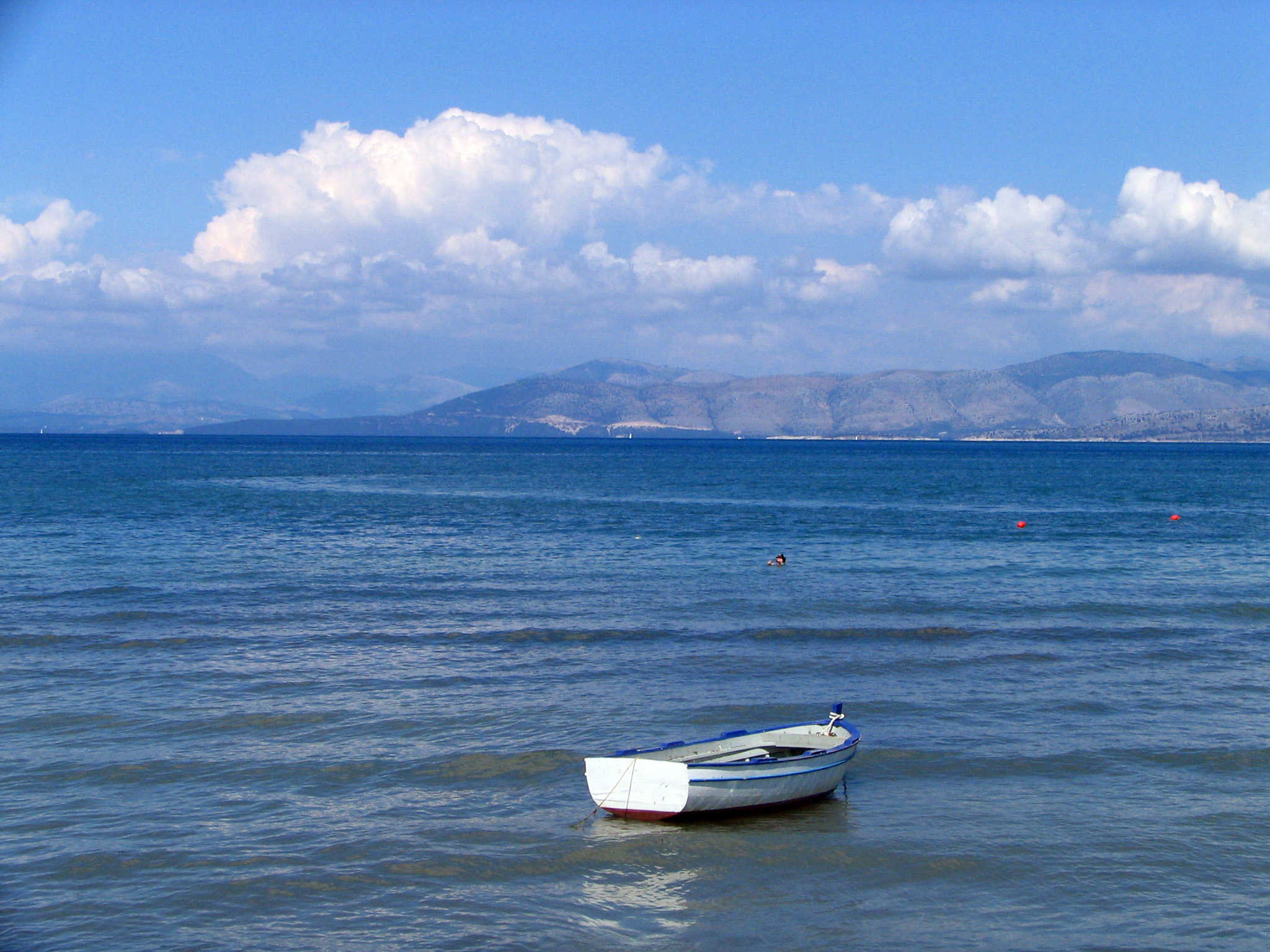
O mar Jónico visto da ilha de Corfu, com a península grega e a Albânia vistas ao fundo

O mar JônicoPB ou Jónico PE (em italiano, mar Ionio; em grego, Ιóνιo Πελαγoς e em albanês, Deti Ion) é um braço do mar Mediterrâneo a sul do mar Adriático. Está limitado a oeste pela Itália meridional, incluindo a Calábria e a Sicília, e a leste pelo sul da Albânia e pelo noroeste da Grécia, em especial as ilhas Jónicas.

## Geografia
O mar Jônico separa a península italiana e a Sicília a oeste da Albânia e da Grécia a leste. Ele se liga ao mar Tirreno pelo estreito de Messina e ao mar Adriático pelo canal de Otranto.
Deu seu nome às ilhas jônicas, arquipélago ao largo da Albânia do Sul e da Grécia. Engloba o golfo de Tarento na Itália do Sul.

## História
Na Antiguidade, os colonos gregos passavam pelo mar Jônico a caminho da Magna Grécia (sul da península Itálica).